# Trzydziestu Trzech Orientalczyków

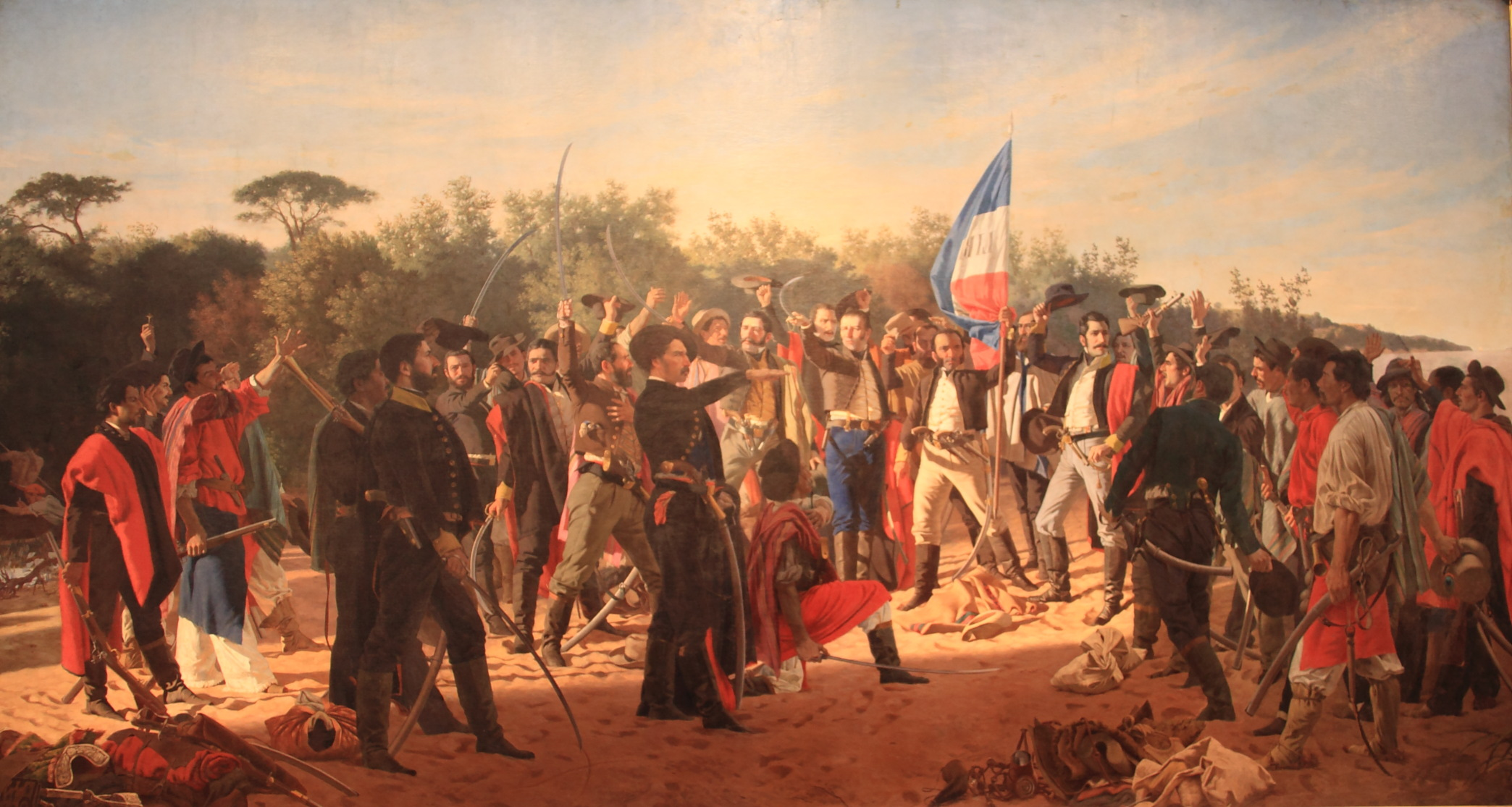
Zaprzysiężenie Trzydziestu Trzech Orientalczyków (mal. Juan Manuel Blanes, 1877)

Flaga Trzydziestu Trzech Orientalczyków

Trzydziestu Trzech Orientalczyków – nazwa grupy rewolucjonistów pod wodzą Juana Antonio Lavelleja, którzy w 1825 wyruszyli z Argentyny ze zbrojną wyprawą, mającą na celu wyzwolenie terytorium urugwajskiego spod okupacji brazylijskiej i ponowne przyłączenie go do Zjednoczonych Prowincji La Platy.